# 膽小狗英雄
《膽小狗英雄》（英語：Courage the Cowardly Dog）是一部由約翰·迪爾沃思為卡通頻道創作的美國恐怖動畫劇集系列。該系列由迪爾沃思的動畫工作室拉緊電影（Stretch Films）製作。主角是一隻名叫「英雄」的狗，與他一對老夫婦一起生活在堪薩斯州個虛構的農場中，這個農場被稱為「無名小鎮」。每一集中，三人組都會陷入奇怪、經常令人不安且常常涉及超自然或超現實的冒險。其系列以其黑暗、超現實主義的幽默和譎靈異氛圍而聞名。
迪爾沃思最初將這個系列推薦給漢納巴伯拉動畫的動畫短片展示節目《妙妙卡通秀》，一部名為《外太空的雞》的試播集最初於1996年2月18日在卡通頻道播出。這個短片被提名奧斯卡獎，但輸給了《超级无敌掌门狗》短片《擦身而過》。隨後，這部短片被允准系列製作，第一季於1999年11月12日首播，並於2002年11月22日結束，該系列共四季，每季13集。播出後，《膽小狗英雄》曾被提名三次金卷輪獎及獲得一項安妮獎。

## 故事背景
茉莉兒·貝格（Muriel Bagge）與奧提斯·貝格（Eustace Bagge）是對夫婦，居住在位於堪薩斯州一個相當偏僻、四處空曠的地方「無名小鎮」（The Middle of Nowhere），並過著平凡而樸實的日子。年輕時的茉莉兒某日在路邊看到一隻流浪的粉紫色小狗並扶養，而取名為「英雄（Courage）」，也無微不至的養育牠、疼愛牠。英雄為了報答茉莉兒的養育之恩，即使常被奧提斯罵「小笨狗（Small Stupid Dog）」，卻還是屢次發揮自己的智慧，克服恐懼，一次又一次的化解危機，以拯救主人。

## 登場角色
- 有些已經退場的角色多半會以某種形式再回到劇中客串(例如：觀眾......等)

### 主角
| 角色                      | 暱稱／關係 |
| 英 雄 Courage             | 原版：馬蒂·格拉布斯坦，台灣：于正昌 粉紫色的米格魯小狗，另外滿口黃黃的牙齒也是其特徵之一。年幼時因為頭部卡在欄杆被自己親生父母請來一位獸醫去拆除欄杆，不料該名獸醫卻是位壞獸醫，竟然用太空梭將其父母送去月球，變得無依無靠後，正好被碰巧路過的茉莉兒收養，自此對茉莉兒有著絕對忠誠心。每當遇到害怕的事情會以各種誇張或古怪的樣子突顯被嚇得魂不附體（例如：嚇到眼睛突出然後破裂，或在吶喊的時候發出馬啼聲）；然後會模仿該怪物的外表想要告訴茉莉兒與奧提斯時，卻因他們倆總是不懂自己想要表達什麼反而身陷危機。因此靠自己的智慧克服恐懼，一次又一次的化解危機來保護茉莉兒與奧提斯，也曾幫助一些怪物走出困境，讓他們去追尋自我。 |
| 茉莉兒·貝格 Muriel Bagge  | 原版：西亞·懷特，台灣：林凱羚 奧提斯的妻子，一位個性仁慈的蘇格蘭老婦人，年輕時擔任過消防員。收養年幼的英雄對牠疼愛有加。每當英雄被奧提斯給欺負時就會替牠打抱不平，甚至會拿擀麵棍來敲打奧提斯。 |
| 奧提斯·貝格 Eustace Bagge | 原版：利昂內爾·G·威森與亞瑟·安德森，台灣：孫德成 茉莉兒之夫，一位毫無作為的農夫，視錢如命，脾氣極差，喜歡抱怨。平常無所事事到處閒逛，喜愛閱讀報紙更愛打開電視機來觀看由無名小鎮的電視台所播出的新聞。 為了掩飾自己的禿頭所以整天都帶著帽子(就連睡覺時也不例外)。 最愛使喚自己的妻子茉莉兒把她當成傭人般。總是瞧不起備受寵愛的英雄並叫牠「小笨狗」，常使用面具（ooga booga booga mask）來嚇牠。 |

### 重要配角
- 電腦（Computer）

配音：（台灣）
英雄的桌上型電腦，內有人工智慧，也因此會說人話，性別為男性，喜歡吐槽英雄，幾乎無所不知。每當茉莉兒與奧提斯陷入的危機超越英雄的知識範圍時，英雄就會透過諮詢電腦來解決問題。
曾想變成人類便附身在茉莉兒身上，讓大家與英雄知道他有多麼的勇敢與聰明，後來覺得高處不勝寒認為人類太蠢而感到無聊與厭倦，寧願回去當電腦也不想當笨人類並將茉莉兒還給英雄。
- 無名小鎮的新聞主播（Nowhere Newsman）

配音：魏伯勤（台灣）
鎮上唯一的新聞主播，奧提斯最喜歡看他播報新聞，無論是多無聊的新聞都會盡職的播送。每一集的開場白都會講：「我們中斷本節目，為各位插播《膽小狗英雄》！」 （We interrupt this program to bring you - Courage the Cowardly Dog!）就是由他開始的。
- 路醫生（Dr. Vindaloo）

配音：孫中台（主要）、宋克軍（客串）（台灣）
奧提斯和英雄在茉莉兒得到疾病或受傷時所請來的醫生，基本上是個沒有什麼醫術的庸醫。時常會用奇特的方式醫治病人，經營一家名為「蒙古大夫路醫師診所」。曾經因假髮公司付出一大筆錢而洩漏茉莉兒的資料。常把「沒甚麼好擔心的。」這句話掛嘴邊。
- 奧提斯的媽媽（Ma Bagge）

配音：姜瑰瑾、許淑嬪（台灣）
經營假髮公司的有錢貴婦和兒子奧提斯一樣是禿頭，時常帶著紅色假髮來掩飾，也有個醜陋鬼面具時常帶在身邊好嚇唬兒子奧提斯。
喜歡英雄但受奧提斯影響也開始叫英雄「小笨狗」；瞧不起窮酸無作為的兒子奧提斯，與茉莉兒之間亦處於緊張對立的婆媳關係，兩人互不見面。
- 雪莉（Shirley）

配音：許淑嬪（台灣）
一位吉娃娃靈媒，有與亡靈對話的能力也精通各式巫術。當英雄遇到超自然的危機就會請她協助，雖然要收費但最後都是向尖酸刻薄的奧提斯收取報酬，算是個懲惡揚善的明理人。有自己的靈異節目。
- 將軍與部屬

一個約50歲的矮胖國防軍事人員，似乎是一位相當有份量的將軍，常莫名其妙的出現在故事中。也有一支特殊部隊可以差遣，而常與一名部屬同時出現，常愛話裡藏刀或故意使詐互整，也間接的反應出軍人的死板及難溝通的特性。

### 重要敵人
- 恐怖鴨（殘酷鴨博士）

一隻個性非常殘酷、狡猾、猖狂的白色鴨子，是監獄的常客。常從事偷拐搶騙的伎倆，經常找機會利用對方為自己從事犯罪行為，甚至一度威脅到英雄和奧提斯夫婦，是一個相當頭痛又難搞的大反派。
- 小貓

配音：孫中台、李香生（台灣）
一隻紅色長腳與的怪貓，每一集不斷分集飾演不同情況的反派，是出現頻率最高的反派。像是開過旅館養吃人的蜘蛛、當過船長，也與茉莉兒比過甜點大賽等等。對於英雄和奧提斯夫婦總是喜愛抱著看不起和鄙視的心懷不軌的心態。
- 狐狸

配音：魏伯勤（台灣）
是隻眼睛很大又脫窗的狐狸，喜歡時常帶著墨鏡與擅長做料理（但都是比較奇怪的菜）。曾有次要做「老奶奶燉肉」而是試圖綁架茉莉兒，可是卻因為英雄的連番阻撓下最後掉到自己的鍋裡成為「香燉狐狸肉」。
- 大臭腳丫

由奧提斯左腳上的黴菌快速演化而成的黴菌怪物，首領為大腳趾，曾控制奧提斯與挾持茉莉兒來威脅英雄到銀行進行搶劫的犯罪行為，最後被英雄以狗口水消失卻也使英雄的舌頭被黴菌給感染。
- 吃人錢鼠魔

在滿月時愛吃兔子的怪物。如果被咬到身心就會魔化成錢鼠魔，與狼人類似。唯一的治療方法是吃下錢鼠魔的毛。茉莉兒曾餵兔子時被牠給咬到而變成錢鼠魔，促使奧提斯與英雄都束手無策（包含英雄請來的路醫生）最後靠接受電腦的提議取下錢鼠魔的毛來餵食茉莉兒讓她恢復原狀，但在過程中路醫生被茉莉兒給咬到而變成錢鼠魔。
- 水坑魔女

居住在下雨時產生的水坑裡的水妖魔女。曾經把奧提斯擄走令茉莉兒為此感到很傷心，但因奧提斯被英雄成功從水坑裡帶回並以吹風機吹乾水分永遠無法出來地面（但後來英雄在洗澡時，水坑魔女出現在他面前對他眨眼，似乎想告訴他什麼）。
以上六名反派曾被奧提斯找來向英雄展開報復。
- 外星雞（The Chicken from Outer Space）

在《妙妙卡通秀》初次登場的怪物，從外太空到地球想征服世界的變種外星雞，手持一把雷射槍。
為了攻占地球而混進奧提斯的雞舍內下蛋藉此生出更多變種外星雞，但茉莉兒不知道這種蛋的危險還揀兩個蛋來當作早餐。曾與英雄展開搏鬥，企圖拿雷射槍攻擊英雄卻因為雷射光的「反射」導致自己變成烤雞，而奧提斯卻因為食用外星雞的蛋而變成雞。之後以烤雞的身份再次登場並拔下奧提斯的頭來取代自己的頭改用馬桶通樂吸盤作為武器。最後因不小心啟動美國軍隊的火箭，太空船與火箭相撞而被炸成灰燼。
有妻子和三個孩子（三頭一體）找英雄為自己報仇。
- 史蒂奇姐妹花

邪惡百納被社的使者，也是百納被惡魔的奴隸。雙頭一體，左邊為姊姊，名叫亞麗莎·史蒂奇；右邊為妹妹，名叫伊萊莎·史蒂奇。吸引人們到百納被黑暗世界奪取人們快樂的回憶（包含不知情的茉莉兒）、所幸被英雄用回憶百納被中奧提斯的照片將茉莉兒與被封印在邪惡百納被世界的人們給救回來並將史蒂奇姐妹花給封印在回憶百納被中。
- 貝索表哥

配音：符爽（台灣）
一個疑似有精神疾病稍微的人格分裂的通緝犯，因渴望家庭的感覺才會潛入茉莉兒的家，後來在英雄與茉莉兒的協助下改協歸正成為海鰻按摩師。
- 狄龍（Di Lung）

配音：于正昇、劉傑、孫誠、于正昌（台灣）
一個戴墨鏡的流氓。常常會以不知名的形式出現，最喜歡叫英雄「笨狗」，開車走路都會先罵人白痴也喜歡惡整英雄，如：把木棍丟在火箭砲裡發射叫英雄撿，又把英雄丟進火箭砲時一起發射；非常聰明曾經用火柴棒做出巴黎鐵塔或製作機器狗英雄等諸如此類的方式出現。似乎非常有錢經常會開著跑車出現，會對著路過的人大聲謾罵，曾在第4季第8集出現在中國古代邪惡皇后身邊助紂為虐，稱邪惡皇后為姨媽。
- 倉鼠博士 (Dr. Lin)

配音：劉傑（台灣）
一支肥胖的倉鼠，特別自戀，在下水道有一個秘密實驗室，經常在陸地打劫動物或人類做些自己的未知實驗，也常發明一些奇怪沒甚麼用的發明。總是會在下水道展示自己的發明與播放自己的主題曲，是讓人摸不著頭緒的反派之一。
- 吉維斯象鼻蟲

配音員：
其實就是一隻普通的蒼蠅，但其實本人擁有多項受訓經驗，雖以服務維生但以吸食人類為養分，是一隻擅長裝模作樣的可怕怪物。由於被奧提斯給撞傷後被茉莉兒收留，因而展開自己的邪惡計畫，最後被英雄把牠的口器接在自身而吸光自己養分使身體縮小。
- 阿魏（蟑螂魏）

配音員：
紐約市的某座地下室的一隻蟑螂也是個通緝犯。經常誘拐對方來餵自己的寵物（到底是老鼠或蜘蛛連本人都不知道），自己的房間擁有兩千個頻道的電視，剛開始迎接來到紐約進行表演的茉莉兒、奧提斯與英雄來到自己的地下室房間並且招待他們，也委託英雄代替自己去拿「邪惡的包裹」（一支窗刷：為了要打掃窗戶。），促使英雄拿到「邪惡的包裹」的路途上被將軍展開追逐戰，當英雄交給自己要用的窗刷被扭曲變形感到不悅，打算釋放自己的寵物吃掉茉莉兒與英雄時，最後在舞台表演上被將軍給踢入號角裡面遭到逮捕。

### 其他
- 依奇貝格

奧提斯早已過世的父親，穿的鞋子尺寸很大，長相和奧提斯十分相似。生前在賭博的時候出老千騙走「沙鯨」的手風琴，促使「沙鯨」去找茉莉兒、奧提斯與英雄的麻煩，最後「沙鯨」在英雄的幫助下拿回來手風琴趕上手風琴表演會。
- 何斯貝格

配音：孫中台（台灣）
奧提斯的哥哥，已故知名探險家，有著渾厚的嗓音、高大強壯，很有男子氣概；喜歡打獵；時常嘲諷弟弟奧提斯為小孬種。在世時留個鐵盒但後來不知所終，後來被英雄挖出來引發風波。也留一張尋找金帽的地圖。
- 葛楚蒂姨媽

奧提斯已過世的姨媽（阿姨），生前和奧提斯的哥哥何斯住在一起。喜歡做藍莓果醬，曾經跟茉莉兒說過做藍莓果醬時如果不加水果醋會比較好吃。
- 小人兒

居住在深海珊瑚裡的生物族群。奧提斯媽媽曾計畫掠奪他們所居住的珊瑚建築來做為假髮，最後英雄對付奧提斯媽媽有功就為英雄做個雕像最為以示感謝與紀念。
- 弗瑞德

茉莉兒和奧提斯的姪子。擁有極度詭異的心理，口頭禪是：「我好想要~好想要~好好的發~~神經！」據奧提斯表示他是一名怪胎理髮師，成天在店內發神經並做些怪事，後來對剃毛上癮剃掉女友芭芭拉的大捲髮使她大為震怒，因此被關入精神病院。之後被釋放後拜訪茉莉兒和奧提斯也讓英雄吃盡苦頭，最後被英雄看到自己手腕上的病人手環而打電話給精神病院，因此被院方給強行帶回。
- 傑佛瑞

來自太空的白色吉娃娃，先知預言星球即將毀滅，於是官方派他到宇宙尋找解決方法，外貌看起來和一般的吉娃娃無異，會不斷微微發抖，口頭禪是:「好吧」，降落到農場附近後前去敲門，奧堤思想直接趕走他，被茉莉兒留下，卻誤打誤撞將太空病毒傳染給兩人，最後依靠英雄配合電腦找出解藥，還使用電腦找到避免星球毀滅的辦法。辦法就是每年朝著裂縫丟下一噸的通心麵，

## 電視集數列表
首播
- The Chicken from Outer Space (1996年天外飛雞)膽小狗大戰外星雞

第一季
1. A Night at the Katz Motel 可怕的小貓旅館 / Cajun Granny Stew 香燉老奶奶肉[2]
2. The Shadow of Courage 邪惡黑影 / Dr. Le Quack, Amnesia Specialist 殘酷鴨博士
3. Courage Meets Bigfoot 大腳怪物 / Hothead 生氣爆炸力
4. The Demon in the Mattress 床墊惡魔 / Freaky Fred 神經弗瑞德
5. Night of the Weremole 吃人潛鼠魔 / Mother's Day 母子情深
6. The Duck Brothers 外太空鴨兄弟 / Shirley the Medium 奧提斯的發財夢
7. King Ramses' Curse 法老王的詛咒 / The Clutching Foot 大臭腳丫
8. The Hunchback of Nowhere 鐘樓怪人 / The Gods Must Be Goosey 天鵝神求婚記
9. Queen of the Black Puddle 水坑魔女 / Everyone Wants to Direct 我們來拍電影
10. The Snowman Cometh 最後的雪人 / The Precious, Wonderful, Adorable, Loveable Duckling 可愛小鴨鴨
11. Heads of Beef 牛頭漢堡 / Klub Katz 小貓俱樂部
12. The Revenge of the Chicken from Outer Space 外星雞復仇記 / Journey to the Center of Nowhere 茄子大進擊
13. Little Muriel 小小茉莉兒 / The Great Fusilli 偉大胡西尼

第二季
1. The Magic Tree of Nowhere 不為人知的魔法樹 / Robot Randy 機器人小迪
2. The Curse of Shirley 雪莉的詛咒 / Courage in the Big Stinkin' City 大城市的惡夢
3. Family Business 家庭的溫暖 / 1,000 Years of Courage 香蕉王國
4. Courage Meets the Mummy 木乃伊的復仇 / Invisible Muriel 茉莉兒隱形了
5. Human Habitrail 實驗小老鼠 / Mission To The Sun 拯救太陽
6. Courage the Fly 蒼蠅英雄 / Katz Kandy 甜點比賽
7. Nowhere TV 彩券大盜 / Mega Muriel the Magnificent 神勇茉莉兒
8. Bad Hair Day 頭髮狂想曲 / Forbidden Hat of Gold 傳說的金帽
9. Serpent of Evil River 航海歷險記 / The Transplant 大戰袋鼠怪
10. Car Broke, Phone Yes 外星人報到 / Cowboy Courage 牛仔英雄
11. Evil Weevil 管家蟲報到 / McPhearson Phantom 鬧鬼記
12. The House of Discontent 屋子的憤怒 / The Sand Whale Strikes 沙鯨的報復
13. The Tower of Dr. Zalost 失落博士的高塔

第三季
1. Muriel Meets Her Match  真假茉莉兒 / Courage vs. Mecha-Courage 狗狗大對決
2. Campsite of Terror 露營驚魂記 / Record Deal 唱片有鬼
3. Stormy Weather 暴風女神的狗 / The Sandman Sleeps 一覺到天亮
4. Hard Drive Courage 大戰電腦病毒 / The Ride of the Valkyries 北歐神話之旅
5. Scuba Scuba Doo 珊瑚人王國 / Conway the Contaminationist 骯髒鬼康威
6. Katz Under the Sea 怪貓潛水艇 / Curtain of Cruelty 暴躁電流
7. Feast of the Bullfrogs 青蛙造反 / Tulip's Worm 小花的蟲蟲
8. So In Louvre Are We Two 羅浮宮驚魂記 / Night of the Scarecrow 稻草人悲歌
9. Mondo Magic 神奇魔術師 / Watch the Birdies 小鳥褓母
10. Fishy Business 金魚大審判 / Angry Nasty People 暴躁的渾球大壞蛋
11. Dome of Doom 恐怖的溫室 / Snowman's Revenge 雪怪復仇記
12. The Quilt Club 吃人棉被 / Swindlin' Wind 騙人的報應
13. King of Flan 餡餅王 / Courage Under the Volcano 火山島之旅

第四季
1. A Beaver's Tale 水獺的故事 / The Nutcracker 垃圾場狂想曲
2. Rumpledkiltskin 小矮人的名字 / House Calls 我愛芳鄰
3. Le Quack Balloon 呱呱熱氣球 / Windmill Vandals 風車的詛咒
4. The Uncommon Cold 感冒巫術 / Farmer-Hunter, Farmer-Hunted 小孬種奧提斯
5. Bride of Swamp Monster 沼澤怪的新娘 / Goat Pain 痛苦的羊
6. Muriel Blows Up 爆爆胡蘿蔔 / Profiles in Courage 剪紙大師
7. The Mask 面具
8. Squatting Tiger, Hidden Dog 臥虎藏狗 / Muted Muriel 消音的茉莉兒
9. Aqua Farmer 游泳比賽 / Food of the Dragon 龍的食物
10. The Last of the Starmakers 外太空墨魚 / Son of the Chicken from Outer Space 三頭雞復仇記
11. Courageous Cure 英雄解藥 / Ball of Revenge 復仇記
12. Cabaret Courage 好萊塢歷險記 / Wrath of the Librarian 圖書館員的詛咒
13. Remembrance of Courage Past 童年往事 / Perfect 完美的狗

特別篇
- The Fog of Courage 2014年10月31日(膽小狗英雄之迷霧英雄3D立體)萬聖節播出

電影
- 逃出無名小鎮：史酷比遇上膽小狗英雄(2021年9月14日)播出

## 資料來源／注釋
1. ↑  . . 第4季. 第13a集. 2002-11-22. 卡通頻道.
2. ↑  本集沒有奧提斯

## 外部連結
- 《膽小狗英雄》官方網站（英文）